# Vela nos Jogos Olímpicos de Verão de 1908 - 8 Metre
As provas da classe 8 Metre da vela nos Jogos Olímpicos de Verão de 1908 ocorreram entre 27 e 29 de julho daquele ano no Royal Victoria Yacht Club em Ryde. Três corridas foram agendadas. Cada nação poderia inscrever até dois barcos. Vinte e seis velejadores de cinco nações competiram.

## Calendário
| ● | Competições desportivas | ● | Finais |

| Data                      | Julho  | Julho  | Julho  | Julho  | Julho  | Agosto | Agosto | Agosto | Agosto | Agosto | Agosto | Agosto | Agosto | Agosto | Agosto | Agosto | Agosto |
| Data                      | 27 Seg | 28 Ter | 29 Qua | 30 Qui | 31 Sex | 1 Sáb  | 2 Dom  | 3 Seg  | 4 Ter  | 5 Qua  | 6 Qui  | 7 Sex  | 8 Sáb  | 9 Dom  | 10 Seg | 11 Ter | 12 Qua |
| ------------------------- | ------ | ------ | ------ | ------ | ------ | ------ | ------ | ------ | ------ | ------ | ------ | ------ | ------ | ------ | ------ | ------ | ------ |
| 8 Metre                   | ●      | ●      | ●      |        |        |        |        |        |        |        |        |        |        |        |        |        |        |
| Total de medalhas de ouro |        |        | 1      |        |        |        |        |        |        |        |        |        |        |        |        |        |        |

## Configuração do curso
O seguinte percurso foi usado durante as regatas olímpicas de 8 Metre de 1908 em todas as três corridas:

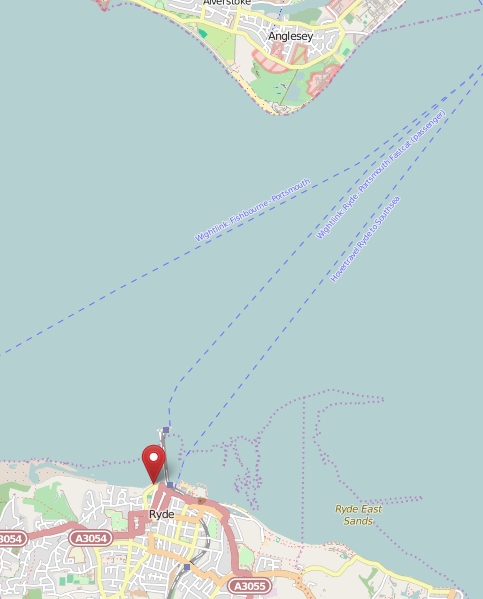
Área do curso

## Medalhistas
O grupo britânico Blair Cochrane, Charles Campbell, John Rhodes, Henry Sutton e Arthur Wood dominou as três corridas e finalizou a competição em primeiro lugar, conquistando a medalha de ouro. A prata firmou-se com os suecas Carl Hellström, Edmund Thormählen, Eric Sandberg, Erik Wallerius e Harald Wallin, que reagiram no último dia. Por fim, a medalha de bronze ficou com a equipe francesa Philip Hunloke, Alfred Hughes, Frederick Hughes, George Ratsey, William Dudley Ward e Constance Lewes.
|  | GBR Grã-Bretanha                                                     |  | SWE Suécia                                                                  |  | GBR Grã-Bretanha                                                                                |
|  | Blair Cochrane Charles Campbell John Rhodes Henry Sutton Arthur Wood |  | Carl Hellström Edmund Thormählen Eric Sandberg Erik Wallerius Harald Wallin |  | Philip Hunloke Alfred Hughes Frederick Hughes George Ratsey William Dudley Ward Constance Lewes |

## Resultados
Estes foram os resultados da competição:
| Pos.              | Embarcação           | Tripulação                                                                      | Vitória | Total | 1ª regata | 1ª regata  | 1ª regata | 2ª regata | 2ª regata  | 2ª regata | 3ª regata | 3ª regata  | 3ª regata |
| Pos.              | Embarcação           | Tripulação                                                                      | Vitória | Total | Pos.      | Tempo      | Pontos    | Pos.      | Tempo      | Pontos    | Pos.      | Tempo      | Pontos    |
| ----------------- | -------------------- | ------------------------------------------------------------------------------- | ------- | ----- | --------- | ---------- | --------- | --------- | ---------- | --------- | --------- | ---------- | --------- |
| Medalha de ouro   | Cobweb · Reino Unido | Blair Cochrane Arthur Wood Henry Sutton John Rhodes Charles Campbell            | 2       | 6     | 1r        | 4h 01' 41" | 3         | 1r        | 4h 35' 15" | 3         | 4t        | 4h 57' 46" | 0         |
| Medalha de prata  | Vinga · Suécia       | Carl Hellström Edmund Thormählen Erik Wallerius Eric Sandberg Harald Wallin     | 1       | 3     | 5è        | 4h 55' 56" | 0         | 4t        | 5h 16' 21" | 0         | 1r        | 4h 52' 31" | 3         |
| Medalha de bronze | Sorais · Reino Unido | Philip Hunloke Alfred Hughes Frederick Hughes George Ratsey William Dudley Ward | 0       | 6     | 2n        | 4h 02' 14" | 2         | 2n        | 4h 35' 56" | 2         | 2n        | 4h 56' 29" | 2         |
| 4                 | Fram · Noruega       | Johan Anker Einar Hvoslef Hagbart Steffens Magnus Konow Eilert Falch-Lund       | 0       | 3     | 3r        | 4h 07' 30" | 1         | 3r        | 4h 39' 15" | 1         | 3r        | 4h 57' 10" | 1         |
| 5                 | Saga · Suécia        | John Carlsson Edvin Hagberg Hjalmar Lönnroth Karl Ljungberg August Olsson       | 0       | 0     | 4t        | 4h 46' 11" | 0         | -         | DNF        | 0         | 5è        | 5h 00' 45" | 0         |